# Gérard Braun
Pour les articles homonymes, voir Braun.
Gérard Braun, né le 2 juin 1937 à Lunéville, est un homme politique français.

## Biographie
Pharmacien à Cornimont dans le département des Vosges, il est marié et père de deux enfants et grand-père de cinq petits-enfants. À 27 ans, il devient le plus jeune maire d'une commune de plus de 5 000 habitants et reste à ce poste pendant 30 ans.
D'abord suppléant de Christian Poncelet, il est député de la 3e circonscription des Vosges de mai 1973 à juin 1981 sous l'étiquette UDR puis RPR. Il est battu par le candidat socialiste Jean Valroff lors de la "vague rose" électorale des élections législatives consécutives à la dissolution de l'Assemblée nationale par François Mitterrand le 22 mai 1981.
Il est président de l'association des maires des Vosges de 1977 à 1995, conseiller régional de Lorraine entre 1977 et mars 2004.
Il est élu sénateur le 24 septembre 1995 et intègre la commission des finances, du contrôle budgétaire et des comptes économiques de la Nation dont il est membre. Adhérant au groupe RPR puis UMP, il siège jusqu'au 30 septembre 2004 mais ne sollicite pas son renouvellement.
Il est promu au grade d'officier de la Légion d'honneur en avril 2007.

## Détail des fonctions et mandats
- mars 1965 - juin 1995 : Maire de Cornimont
- 13 mai 1973 - 2 avril 1978 : Député de la 3e circonscription des Vosges
- 1977 - mars 2004 : Conseiller régional de Lorraine
- 19 mars 1978 - 22 mai 1981 : Député de la 3e circonscription des Vosges
- 24 septembre 1995 - 30 septembre 2004 : Sénateur des Vosges